# Parafia Wniebowzięcia Najświętszej Maryi Panny w Bobolicach
Parafia pw. Wniebowzięcia Najświętszej Maryi Panny w Bobolicach – parafia rzymskokatolicka należąca do dekanatu Bobolice, diecezji koszalińsko-kołobrzeskiej, metropolii szczecińsko-kamieńskiej. Została utworzona 11 listopada 1945 roku. Siedziba parafii mieści się w Bobolicach przy ulicy Kościelnej.

## Miejsca święte

### Kościół parafialny
Kościół pw. Wniebowzięcia Najświętszej Maryi Panny w Bobolicach został zbudowany w latach 1882–1886 w stylu neogotyckim.

### Kościoły filialne i kaplice
- Kaplica w domu Sióstr Pallotynek w Bobolicach[1]
- Kościół pw. św. Jana Chrzciciela w Chmielnie[1]
- Kościół pw. MB Królowej Polski w Czechach[1]
- Kościół pw. św. Jakuba w Gozdzie[1]
- Kościół pw. Bożego Ciała w Kurowie[1]
- Kościół pw. Matki Bożej Szkaplerznej w Poroście[1]